# Układ nerwowy rozproszony

Budowa wewnętrzna meduzy stułbiopława. 1: czułek pierwotny, 2: jama chłonąco-trawiąca, 3: gastroderma, 4: trzonek (manubrium), 5: kanał radialny, 6: epiderma, 7: mezoglea, 8: manubrialny pierścień nerwowy, 9: kanał centripetalny, 10: wewnętrzny pierścień nerwowy, 11: kanał okrężny, 12: żagielek, 13: zewnętrzny pierścień nerwowy, 14 czułek wtórny, 15: otwór gębowy, 16: gonada

Układ nerwowy rozproszony, układ nerwowy dyfuzyjny, układ nerwowy podnabłonkowy (łac. systema nervosum diffusile, systema nervosum subepitheliale) – typ układu nerwowego występujący u parzydełkowców i żebropławów. Neurony, głównie wielobiegunowe, tworzą w nim jedną lub więcej sieci nerwowych albo są luźno rozproszone. W formie najpierwotniejszej brak w nim większych skupisk neuronów (centrów), jednak w licznych przypadkach pojawia się już ich koncentracja w zwoje nerwowe czy pierścienie nerwowe (okrężne pnie nerwowe). Brak jednak zróżnicowania układu na ośrodkowy (w tym mózg) i obwodowy. Niektóre cechy takiego układu nerwowego pojawiać się mogą także u innych bezkręgowców (np. decentralizacja u szkarłupni czy podnabłonkowość u półstrunowców).

## Parzydełkowce i żebropławy
Układ nerwowy rozproszony powstaje zarówno z ektodermy, jak i entodermy i jest umiejscowiony pod nabłonkiem, w sąsiedztwie macierzy. U większości grup leży pod epidermą, a rzadziej pod gastrodermą. W przypadku koralowców jest odwrotnie. Układ leży głównie w gastrodermie. W epidermie siatka nerwowa pojawia się rzadko i w takim przypadku jest słabo wykształcona oraz niepołączona z tą w gastrodermie. Przewodzenie impulsów nerwowych w tej samej wypustce siatki nerwowej zachodzić może w obu kierunkach. W przypadku siatki złożonej z komórek wielobiegunowych przewodzenie impulsów jest powolne. W związku z tym pojawiać się może niezależna od niej dodatkowa siatka z neuronów dwubiegunowych o długich wypustkach, pozwalająca na szybkie reagowanie na bodźce.
W wersji najprostszej komórki nerwowe są w układzie tym luźno rozproszone. Taką wersję spotkać można u scyfostomy krążkopławów (charakter pierwotny) oraz w eksumbrelli meduz stułbiopławów i pneumatoforze rurkopławów (przypuszczalnie charakter wtórny).
W powszechniejszej wersji komórki nerwowe, głównie wielobiegunowe (gwiaździste), tworzą przy użyciu wypustek nerwowych dobrze wykształconą siatkę. U parzydełkowców siatka ulega zagęszczeniu w rejonie otworu gębowego, czułków, subumbrelli, a u polipów także stopy. U żebropławów zagęszczenie siatki następuje w rejonie otworu gębowego i pod rzędami płytek rzęskowych – tam też neurony tworzyć mogą podłużne zespoły, niebędące jednak pniami nerwowymi.
Kolejnym stopniem organizacji jest pojawienie się kilku niezależnych sieci nerwowych. U koralowców wyróżnić można cztery takie sieci. Pierwsza związana jest z mięśniami położonymi w mezenteriach. Druga leży w tarczy oralnej i obsługuje skurcze mięśni zwieraczy gębowych. Trzecia sieć zawiaduje ruchami czułków. Czwarta umożliwia odrywanie stopy lub pełzanie.
W najwyższym stopniu organizacji pojawiają się silne skupienia neuronów. U meduz krążkopławów występują trzy sieci nerwowe (dwie subumbrellarne i jedna eksumbrellarna) oraz osiem zwojów nerwowych przy ropaliach. U meduz stułbiopławów obok sieci subumbrellarnej występują pnie okrężne, skupiska neuronów w czułkach oraz neurony pilotowe. Wśród kubopławów polip ma oprócz siatki nerwowej okołogębowy pierścień nerwowy, a meduza dwa pierścienie nerwowe (pierścienie nerwowy motoryczny i oddzielony od niego żagielkiem pierścień nerwowy sensoryczny) oraz osiem zwojów nerwowych: po cztery periradialne i interradialne.
U wielu form kolonijnych występują połączenia nerwowe międzyosobnicze, komunikujące poszczególne zooidy. Szczególną formę takich połączeń obserwuje się u rurkopławów. W hydrosomie biegnie para szybko przewodzących włókien nerwowych, która w połączeniu z unerwieniem nektoforów umożliwia nadosobniczą koordynację ruchu całej kolonii.

## Inne zwierzęta
U zwierząt dwubocznie symetrycznych układ nerwowy tworzony jest tylko z ektodermy. U pierwoustych pierwotnie leży pod nabłonkiem, a u wtóroustych w jego podstawie. Prymitywne ułożenie układu nerwowego pod nabłonkiem zachowują np. niezmogowce, kolczugowce czy półstrunowce, jednak u grup tych pojawiają się już jeden lub dwa pnie nerwowe podłużne czy też zwój centralny.
Decentralizacja układu nerwowego charakteryzuje szkarłupnie. Siatka neuronów w naskórku łączy się z ektoneuralną częścią układu. Z kolei w nabłonku perytonealnym leży część endoneuralna. Ponadto u większości grup (wyjątkiem są strzykwy) wyróżnia się część hyponeuralną leżącą pod tkanką łączną ściany ciała. Każda z tych trzech części ma własny pierścień nerwowy, od którego odchodzić mogą promieniście pnie nerwowe.